# 2493 Елмер
2493 Елмер (2493 Elmer) — астероїд головного поясу, відкритий 1 грудня 1978 року.
Тіссеранів параметр щодо Юпітера — 3,292.